# Benoistella
Benoistella is een geslacht van rechtvleugeligen uit de familie krekels (Gryllidae). De wetenschappelijke naam van dit geslacht is voor het eerst geldig gepubliceerd in 1939 door Uvarov.

## Soorten
Het geslacht Benoistella omvat de volgende soorten:
- Benoistella guyanensis Chopard, 1920
- Benoistella lyra Gorochov, 2009